# جبهة الإنقاذ الوطني (لبنان)
جبهة الإنقاذ الوطني هي تحالف سياسي لبناني تأسس خلال الحرب الأهلية اللبنانية معارضة لحكومة أمين الجميل والشروط المتفق عليها لانسحاب القوات الإسرائيلية في عام 1983. وكان يعتبر الجناح البرلماني لميليشيا جبهة المقاومة الوطنية اللبنانية.

## خلفية
وبمساعدة الولايات المتحدة، توصلت إسرائيل ولبنان إلى اتفاق في مايو 1983، مهد الطريق لانسحاب القوات الإسرائيلية من لبنان مع السماح لها بدوريات في "منطقة أمنية" مع الجيش اللبناني. أنهى الاتفاق حالة الحرب بين إسرائيل ولبنان التي استمرت منذ الحرب العربية الإسرائيلية عام 1948، ونص على انسحاب مرحلي للقوات الإسرائيلية، بشرط إنشاء "منطقة أمنية" للجيش اللبناني في جنوب لبنان على طول الحدود. وقد احتوى على العديد من البنود التي توضح بالتفصيل التعاون الأمني بين لبنان وإسرائيل المصمم لمنع منظمة التحرير الفلسطينية والجماعات الأخرى من التسلل إلى المناطق الحدودية. وقد نوقش هذا الاتفاق في مجلس النواب اللبناني في 14 حزيران/يونيو حيث وافق عليه 65 نائبا وعارضه عضوان. أما الممتنعون عن التصويت فهم رشيد كرامي والرئيس السابق سليمان فرنجية، اللذين كانا حليفين مقربين من النظام السوري. ومن بين المعترضين، وليد جنبلاط، زعيم جيش التحرير الشعبي الدرزي، بسبب وجود القوات اللبنانية في منطقتي الشوف وعاليه، حيث كانت بحاجة إلى مساعدة القوات السورية أثناء الصراع مع القوات اللبنانية.

## التشكيل
في 23 تموز 1983 أعلن وليد جنبلاط عن تشكيل جبهة الإنقاذ الوطني في بعلبك وإهدن برئاستة هو فرنجية وكرامي. وانضم إلى الجبهة الحزب الشيوعي اللبناني ومنظمة العمل الشيوعي والحزب السوري القومي الاجتماعي، الذين كانوا أعضاء في الحركة الوطنية اللبنانية التي انهارت في أعقاب الغزو الإسرائيلي في حزيران/يونيو 1982. وكذلك فعل التنظيم السوري لحزب البعث والحزب العربي الديمقراطي. ولم تتناول المصالح السياسية لجبهة الإنقاذ الوطني الإصلاحات السياسية أو الاجتماعية، بل ركزت على مسألة إلغاء اتفاق 17 مايو فقط.

## التورط في الحرب الأهلية اللبنانية

### حرب الجبل
اشتد القتال بين جيش التحرير الشعبي الدرزي والقوات اللبنانية وبين الدروز والقوات المسلحة اللبنانية خلال شهر أغسطس. أجبر القصف المدفعي المكثف لجيش التحرير الشعبي الدرزي مطار بيروت الدولي على الإغلاق في الفترة ما بين 10 و16 أغسطس، وأعلنت قيادة الحزب التقدمي الاشتراكي/جيش التحرير الشعبي الدرزي معارضتها الصريحة لنشر وحدات الجيش اللبناني في الشوف. تعرض مجمع مشاة البحرية الأمريكية لمزيد من نيران القذائف الدرزية من جيش التحرير الشعبي في 28 أغسطس، مما أدى هذه المرة إلى مقتل اثنين من مشاة البحرية، مما دفع مشاة البحرية إلى الانتقام بمدفعيتهم، وقصف المواقع الدرزية في الشوف بقذائف شديدة الانفجار من عيار 155 ملم. كان هذا الحادث بمثابة بداية حرب إطلاق النار للقوات العسكرية الأمريكية في لبنان. وعلى الرغم من أن الرئيس الجميل اتهم سوريا بالوقوف وراء القصف الدرزي وهدد بالرد تبعاً لذلك، إلا أن الاشتباكات المدفعية بين الجيش اللبناني والميليشيات الدرزية استمرت بشكل متقطع حتى دخول وقف إطلاق النار حيز التنفيذ في أواخر أغسطس/آب.